# 3515 Jindra
3515 Jindra este un asteroid din centura principală, descoperit pe 16 octombrie 1982 de Zdeňka Vávrová.